# Manlio Capitolo
Manlio Capitolo (Tursi, 28 novembre 1902 – Roma, 21 agosto 1954) è stato un giurista e poeta italiano.

## Biografia
Nato a Tursi, da Domenico Capitolo, avvocato, umanista e letterato, e da Maria Ayr, colta maestra ed educatrice.
All'età di 22 anni vince un concorso nazionale entrando in magistratura come uditore. Durante i difficili anni della seconda guerra mondiale e del successivo dopoguerra, svolse la sua attività presso il Tribunale di Venezia, guadagnando stima e ammirazione, dalla più alta magistratura e da parte della stampa, per il suo senso di giustizia e per la sua profonda umanità. Nel Palazzo di Giustizia di Venezia è ricordato con una lapide.
Successivamente, nel 1952 viene promosso Presidente Capo del Tribunale di Roma, svolse quel compito per due anni, poiché a soli 52 anni, una grave malattia lo portò alla morte. Schivo di carattere, semplice e parco nelle abitudini, fu un uomo di grande ingegno e di vasto sapere. Incline alla più alta idealità e aperto al senso del bello, subì il fascino della poesia e fu anche un delicato e sensibile poeta. Si spense a Roma nel 1954.
Dopo la sua morte, negli anni tra il 1955 e il 1956, venne costruita presso il tribunale di Venezia, un'aula a lui dedicata, l'Aula Manlio Capitolo, opera dell'architetto Carlo Scarpa e restaurata nel 2005.
Nella sua città natale, invece, gli è stata dedicata, una via e l'Istituto Tecnico Commerciale, per Geometri e Tecnici del Turismo "M. Capitolo".